# 川上典一
川上 典一（かわかみ のりかず、1955年4月20日 - ）は沖縄県出身のプロゴルファー。

## 来歴
1977年には九州アマチュアチャンピオンに輝き、1980年には九州オープンでベストアマチュアを獲得。
通っていた地元の練習場には1学年上の友利勝良がボール拾いのアルバイトをしており、川上の上手さに舌を巻いた友利は九州アマチャンピオンだと聞いて感心し、後には練習場支配人や友利とラウンドすることもあった。
1984年のアジアサーキット・マレーシアオープンでは初日を首位タイの古木譲二・田中泰二郎と2打差の8位タイでスタートした。
1985年には九州オープンで吉村金八の2位に入り、東急大分オープンで優勝。
1986年の九州オープンでは友利と並んでの2位タイ、1987年の千葉オープンでは牧野裕・中村忠夫・長谷川勝治・中尾豊健・磯崎功・小川清二に次ぐと同時に石井昇と並んでの7位タイ、1988年の仙台放送クラシックでは尾崎将司、デビッド・イシイ（アメリカ）と並んでの3位タイに入る。
プロ8年目の1989年、日経カップ 中村寅吉メモリアルで磯村芳幸と並んでの4位タイに入り、シード権争いでは60人枠の58人目で最終戦の大京オープンに出場。シード権争いの条件が同大会の予選通過になるほか、自宅から車で40分ほどの所にあるホームコース大京CCが会場になるため、地元の期待も大きかった。激励の電話から逃れるためにホテルもとったが、二重のプレッシャーから初日はボギースタートとなる。その後は「コースは熟知している。焦らなければ挽回できる」と言い聞かせて我慢し、芹澤信雄・甲斐俊光・青木基正、ブライアン・ジョーンズと共に5アンダー67の首位タイスタートを決めた。2日目には北西の風11mとコース特有の浜風が吹き荒れ、中村通・イシイ・陳志明（中華民国）と並んでの2アンダー7位タイに後退。3日目には依然6mの風が吹く中を中村と共に山本善隆・中村輝夫と並んでの8位タイに着け、最終日には強風に勝って10位タイに入り初のシード権を獲得。
ツアー最後となった1991年の九州オープンでは吉村の3位 に入り、後援競技となった1992年には友利・杉田勇・藤池昇龍を抑えて初優勝 。
1992年にはブリヂストン阿蘇オープンで真板潔・尾崎健夫・米山剛と並んでの4位タイに入り、ダイワKBCオーガスタではブラドリー・ヒューズ（オーストラリア）、陳志との三国対決となったプレーオフを戦うが、1ホール目でヒューズと共にバーディならず2位タイに終わった。
1993年にはアジアサーキット・シンガポールロレックスマスターズで最終日に18番でブラント・ジョーブ（アメリカ）に並ばれるが、80mからのイーグルを決め、通算13アンダー271で優勝。イーグルは枝に当たった2打目のボールがフェアウェイに跳ね返り、サンドウェッジを使ってボールを枝の上に飛ばし、ホールから数mのところに着地させてから転がり込んだ。
帰国後は国内ツアー開幕戦となった第1回東建コーポレーションカップで初日に5アンダーの首位タイでスタートし渡辺司・森茂則・牧野と並んでの4位タイに入り、クレインカップ真庭オープンで優勝している。
1994年の三菱ギャラン5位に入り、1999年のファンケルオープンin沖縄を最後にレギュラーツアーから引退。
2009年からはシニアツアーに初参戦し、日本プロシニアでは最終日ベストスコアの5アンダー66の好スコアをマーク。前日の9位タイから順位を上げて堂々3位に入る健闘を見せ、この賞金が大きく物を言って賞金ランク21位に入った。
現在は沖縄プロゴルフ選手会副会長。

## 主な優勝
レギュラー
- 1985年 - 東急大分オープン
- 1992年 - 九州オープン
- 1993年 - クレインカップ真庭オープン

海外
- 1993年 - シンガポールロレックスマスターズ